# Tegumento seminale
In botanica, l'episperma o tegumento seminale o coperta seminale è lo strato che circonda il seme delle piante spermatofite.
Nell'episperma si osservano comunemente due strati: la testa, derivata dal tegumento esteriore, e il tegmen, derivato del tegumento interno dell'ovulo e/o della nucula. La loro funzione è quella di proteggere il seme dall'ambiente esterno.

## Nelle gimnosperme
In alcune gimnosperme la testa dei semi presenta una consistenza morbida e carnosa, denominata sarcotesta e, più internamente, sclerotesta. La sarcotesta può essere vascolarizzata e presentare olii o disperdere odore di acido butrrico, come nel caso del Ginkgo biloba.

## Nelle angiosperme
Nelle angiosperme l'episperma è generalmente asciutto. I semi delle Orchidaceae sono microscopici e presentano una coperta seminale semplificata, formata da una lamina trasparente di cellule sottili che formano un sacco di aria dov'è sospeso l'embrione, circondato dal tegumento interno; non ci sono tessuti di riserva.
- Nel genere Gossypium l'epidermide seminale sviluppa lunghi peli che costituiscono la "fibra" del cotone. Da non confondere con il caso del Ceiba dove i peli sono l'endosperma del frutto. La testa è formata da vari strati, uno dei quali è formato da sclereidi disposte a colonne, senza spazi intercellulari. Il tegmen è ridotto all'epidermide interna.
- Nel Linum usitatissimum, come nel pomodoro, frequentemente l'episperma è mucillaginoso, il tegumento esteriore presenta tre strati, la parete esteriore secondaria delle cellule epidermiche radialmente allungate è formata di una sostanza che si deposita in strati fino a riempire l'interno delle cellule. Questa sostanza si gonfia notevolmente quando assorbe acqua, e finisce per rompere gli strati esteriori e la cuticola. I due strati interni formano un tessuto parenchimatico. Il tegumento interno possiede tre strati: l'esteriore è lo testa meccanica, formata da scleridi orientate parallelamente all'asse maggiore del seme. Di sotto ci sono cellule parenchimatiche[5] allungate in senso perpendicolare alle scleridi. Le cellule dello strato più interno presentano il lume pieno di pigmenti che determinano il colore dei semi.
- Nei semi duri, come quelli di Crotalaria, l'episperma è molto resistente, ha una cuticola notevole ed è formata da scleridi che si possono presentare in vari strati.

In frutti secchi indeiscenti l'episperma è sottile e membranaceo, può rimanere ridotto ad un solo strato di cellule, come nelle Apiaceae o nel caso della Lactuca, oppure scomparire come accade con il mais.